# Classe Sorum
Le unità appartenenti alla classe Sorum (progetto 745 secondo la classificazione russa) sono rimorchiatori d'alto mare di grandi dimensioni.
La classificazione russa per queste navi è in russo морской буксир?, morskoy buksir, "rimorchiatore d'alto mare", abbreviato MB.

## Servizio operativo

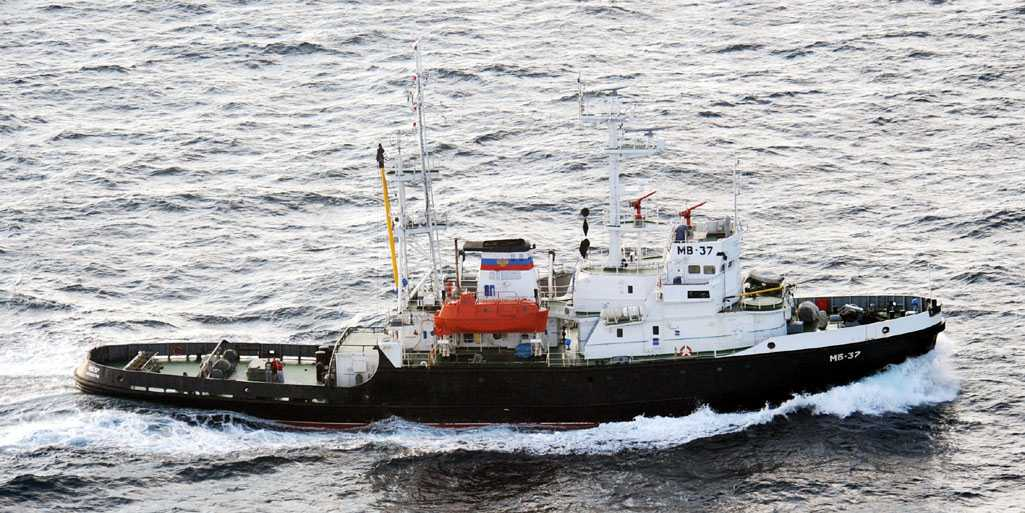
Il rimorchiatore d'alto mare russo MB-37 (progetto 745) nel 2014

Si tratta di una classe piuttosto numerosa. Tutte le unità sono state costruite presso il cantiere navale di Jaroslavl', a partire almeno dal 1972.
Nonostante il fatto che il progetto base abbia oltre 30 anni, questi rimorchiatori sono ancora oggi largamente utilizzati dalla marina militare russa.
Oggi ne rimangono in servizio una diciotto di unità (dati del 2023).
Progetto 745
- MB-307: entrata in servizio nel 1972 ed operò nella Flotta del Nord, è stata radiata nel 1999.
- MB-26: entrata in servizio nel 1973 ed operò nella Flotta del Pacifico fino al 1994, e poi in varie compagnie di navigazione russe (la Servisflot-M, poi la Rybflot-Invest-M fino al 2002, l'Amministrazione marittima del porto di Novorossijsk nel 2002-2004, e dopo la Rosmorport). È stata demolita nel 2019.
- Korec' (ex MB-30 fino al 1997): entrata in servizio nel 1973 ed operò nella Flotta del Mar Nero fino al 1997, e poi nella marina militare ucraina.[2] Nel 2022 è stata catturata dalle forze armate russe nell'invasione russa dell'Ucraina.
- MB-25: entrata in servizio nel 1974 ed operò nella Flotta del Pacifico, è stata radiata nel 1998.
- MB-58: entrata in servizio nel 1974 ed operativa nella Flottiglia del Caspio (fino al 2002 nella Flotta del Nord).
- MB-31: entrata in servizio nel 1975 ed operativa nella Flotta del Mar Nero.
- MB-148: entrata in servizio nel 1976 ed operativa nella Flotta del Pacifico.
- MB-304: entrata in servizio nel 1977 ed operativa nella Flotta del Mar Nero.
- MB-19: entrata in servizio nel 1978 ed operativa nella Flotta del Nord.
- Georgij Fedotov (ex MB-4 fino al 2019): entrata in servizio nel 1981 ed operativa nella Flotta del Baltico.[2]
- MB-28: entrata in servizio nel 1982 ed operò nella Flotta del Nord, è stata radiata nel 2009.
- HQ-957 (ex MB-13 fino al 1989, poi BD-105 e dopo VT-57): entrata in servizio nel 1983 ed operò nella Flotta del Pacifico fino al 1989 (fino al 1984 nella Flotta del Nord), poi è stata trasferita alla marina militare popolare del Vietnam.[2]
- MB-100: entrata in servizio nel 1984 ed operativa nella Flotta del Nord.
- MB-99: entrata in servizio nel 1985 ed operativa nella Flotta del Pacifico.
- Sekstan (ex MB-236 fino al 1987): entrata in servizio nel 1986 ed operativa nella Flotta del Nord.
- MB-56: entrata in servizio nel 1989 ed operativa nella Flotta del Nord.
- MB-61: entrata in servizio nel 1989 ed operativa nella Flotta del Pacifico.
- MB-76: entrata in servizio nel 1989 ed operativa nella Flotta del Pacifico.
- MB-37: entrata in servizio nel 1990 ed operativa nella Flotta del Pacifico.
- MB-110: entrata in servizio nel 1991 ed operativa nella Flotta del Nord.

Un'unità è stata utilizzata come nave sperimentale (progetto 07452).
- Čusovoj (ex OS-572 fino al 1998, poi GS-31 fino al 2007): entrata in servizio nel 1987 ed operativa nella Flotta del Nord.

Progetto 745MB
Una versione aggiornata che ha un sistema diesel-elettrico (IEP) con 1 motore elettrico da 2 720 CV (2 680 hp), che differisce visivamente dalla versione base del progetto 745 in quanto ha due fumaioli invece di una. Un'unità è stata costruita nel cantiere di Zelenodol'sk.
- MB-12: entrata in servizio nel 2011 ed operativa nella Flotta del Nord.

### Ricerca e soccorso

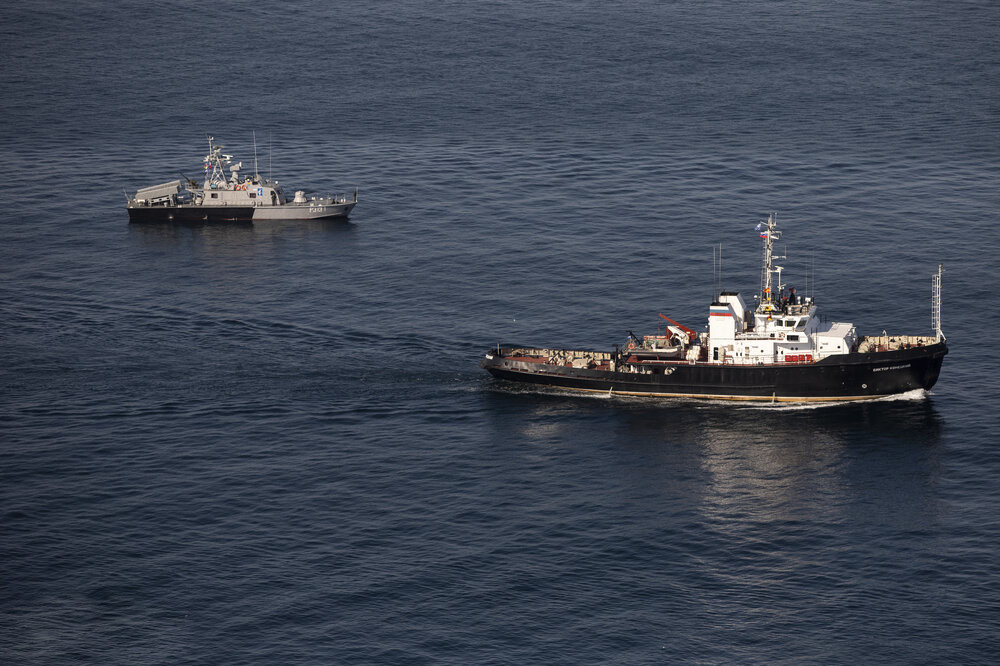
Il rimorchiatore da salvataggio russo Viktor Koneckij (progetto 745MBS) e la motomissilistica iraniana Shahid Mahdavi (P313-1) della classe Tondar durante la Marine Security Belt (CHIRU) nel 2019

Esiste una versione modificata per il Servizio di ricerca e soccorso della marina militare russa (progetto 745MBS), il cui progetto era ampiamente basato sul progetto 745MB. La classificazione russa è in russo спасательный буксир?, spasatel'nyj buksir, "rimorchiatore da salvataggio", abbreviato SB.
- Viktor Koneckij: entrata in servizio nel 2013 ed operativa nella Flotta del Baltico.

## Guardia costiera

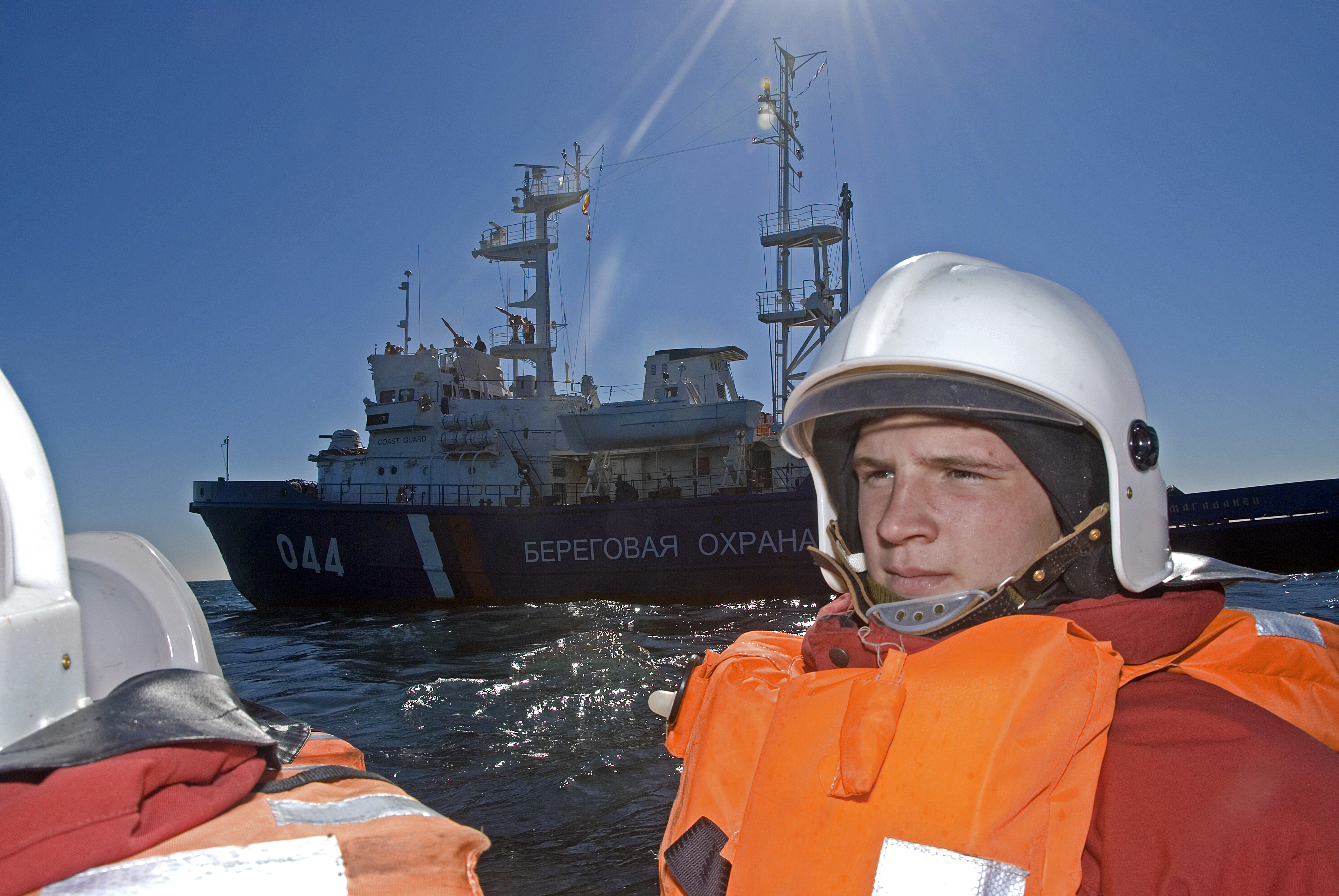
Il pattugliatore di frontiera Magadanec della Guardia costiera russa (progetto 745P) durante il Forum dei servizi di Guardia Costiera del Nord Pacifico (NPCGF) nel 2007

Le truppe di frontiera sovietiche e poi la Guardia di frontiera russa ha ricevuto numerose unità della classe Sorum (progetto 745P).
Dal punto di vista tecnico, sono praticamente identiche a quelle in servizio con la marina (progetto 745), tranne per il fatto che sono caratterizzati da un dislocamento maggiore (1620 t) e sono provviste di un armamento leggero: 2 mitragliere doppie AK-230 da 30 mm. Le ultime cinque unità costruite (Enisej, Viktor Kingissepp, Tajmyr, Don e Jakutija) hanno 2 cannoni a canne rotanti AK-306 da 30 mm. L'autonomia è considerevole: si va infatti dalle 6700 miglia a 13 nodi, alle 8000 nmi a 11 kn.
La classificazione russa è in russo пограничный сторожевой корабль?, pograničnyj storoževoj korabl', "pattugliatore di frontiera", abbreviato PSKR.
Oggi risultano in servizio una quattordici di unità (dati del 2023).
- Sachalin: entrata in servizio nel 1974 ed operativa nel Pacifico.
- Kamčatka: entrata in servizio nel 1975 ed operò nel Pacifico, è stata radiata nel 2017.
- Amur: entrata in servizio nel 1977 ed operò nel Pacifico, è andata perduta nell'incidente nel 2007.
- Primor'e: entrata in servizio nel 1978 ed operativa nel Pacifico.
- Brest: entrata in servizio nel 1978 ed operò nel Pacifico, è stata radiata nel 2019.
- Ladoga: entrata in servizio nel 1978 ed operò nei mari Bianco e di Barents (fino al 1982 nel Baltico), è stata radiata nel 2016.
- Zabajkal'e: entrata in servizio nel 1980 ed operativa nel Pacifico.
- Bajkal (ex Jan Berezin fino al 1994): entrata in servizio nel 1980 ed operativa nel Baltico.
- Čukotka: entrata in servizio nel 1982 ed operativa nel Pacifico.
- Zapoljar'e: entrata in servizio nel 1982 ed operativa nei mari Bianco e di Barents.
- Karelija: entrata in servizio nel 1983 ed operativa nel Pacifico (fino al 2006 nel Baltico).
- Neman: entrata in servizio nel 1984 ed operò nel Pacifico, è andata perduta nell'incidente nel 1996.
- Bug: entrata in servizio nel 1985 ed operativa nel Pacifico.
- Ural: entrata in servizio nel 1986 ed operativa nei mari Bianco e di Barents (fino al 1992 nel Baltico).
- Tver' (ex Enisej): entrata in servizio nel 1987 ed operativa nei mari Bianco e di Barents.
- Viktor Kingissepp: entrata in servizio nel 1988 ed operativa nei mari Bianco e di Barents (fino al 1992 nel Baltico).
- General armii Matrosov (ex Tajmyr fino al 2000): entrata in servizio nel 1993 ed operativa nel Caspio.
- Don: entrata in servizio nel 1997 ed operativa nel Mar Nero (fino al 2013 nel Caspio). Nel 2018 ha preso parte all'incidente dello stretto di Kerč'.
- Magadanec (ex Jakutija fino al 2006): entrata in servizio nel 2006 ed operativa nel Pacifico.